# Новый замок (Гродно)
Но́вый за́мок в Гро́дно — новый королевский дворец, построенный в Гродно, напротив старого дворца (Старый замок), в 1737—1752 годах во время правления польского короля и великого князя литовского Августа III как летняя резиденция польских королей и великих князей литовских.

## История

### Территория Нового замка в период Гродненского княжества
Плато Нового замка было заселено уже в глубокой древности. На этом участке обнаружены и остатки строений из плинфы. Во время раскопок перед воротами Нового Замка была обнаружена стена, которая, однако, по мнению археологов, была создана в результате вторичного использования плинфы. В эпоху Гродненского княжества при князьях Всеволодковичах, на этой территории, видимо, находился один из посадов. Считается, что жители посада имели свою каменную церковь уже в XII веке. Некоторые исследователи предполагают, что этим храмом была Воскресенская церковь, известная по позднейшим упоминаниям.
В 2018 году на территории Нового замка обнаружены руины постройки из плинфы, предположительно являвшейся гражданским строением XII века.

### Нижний замок Витовта
К XIV веку относятся упоминания о так называемом Нижнем замке, который находился, по мнению исследователей, на месте позднейшей барочной резиденции. Нижний замок имел каменные стены и не раз подвергался нападению крестоносцев. Активные боевые действия привели к упадку этого укрепления.
Известно, что в 1390 году Нижний замок, в ходе противостояния Витовта и Ягайло, штурмовали хорошо вооружённые войска последнего. После многочисленных атак замок был захвачен.

### Королевский дом и некоторые позднейшие здания
После уничтожения Нижнего замка Витовта на его территории располагались важные помещения королевского двора. Считается, что на известной гравюре Цюндта, изображающей Гродно в XVI веке, запечатлены руины Нижнего замка, и там же можно заметить большое строение под высокой крышей, так называемый Королевский Дом (Domus Regia).
По мнению некоторых специалистов, в Королевском доме проживали монархи, правившие ВКЛ после  
Витовта . В соответствии с этими гипотезами именно в Королевском доме скончались Казимир Ягеллон и его сын, известный как Святой Казимир.
На территории Нового замка в первой половине XVII века находился большой одноэтажный дом, в котором проходили сеймы гродненской шляхты и заседания суда королевской администрации. Кроме того, тут располагались дом начальника охраны, кухня, пекарня, помещения для стражи и королевской челяди. В начале XVIII в. на территории стояла деревянная одноэтажная резиденция  Оссалинского.

### Барочная резиденция

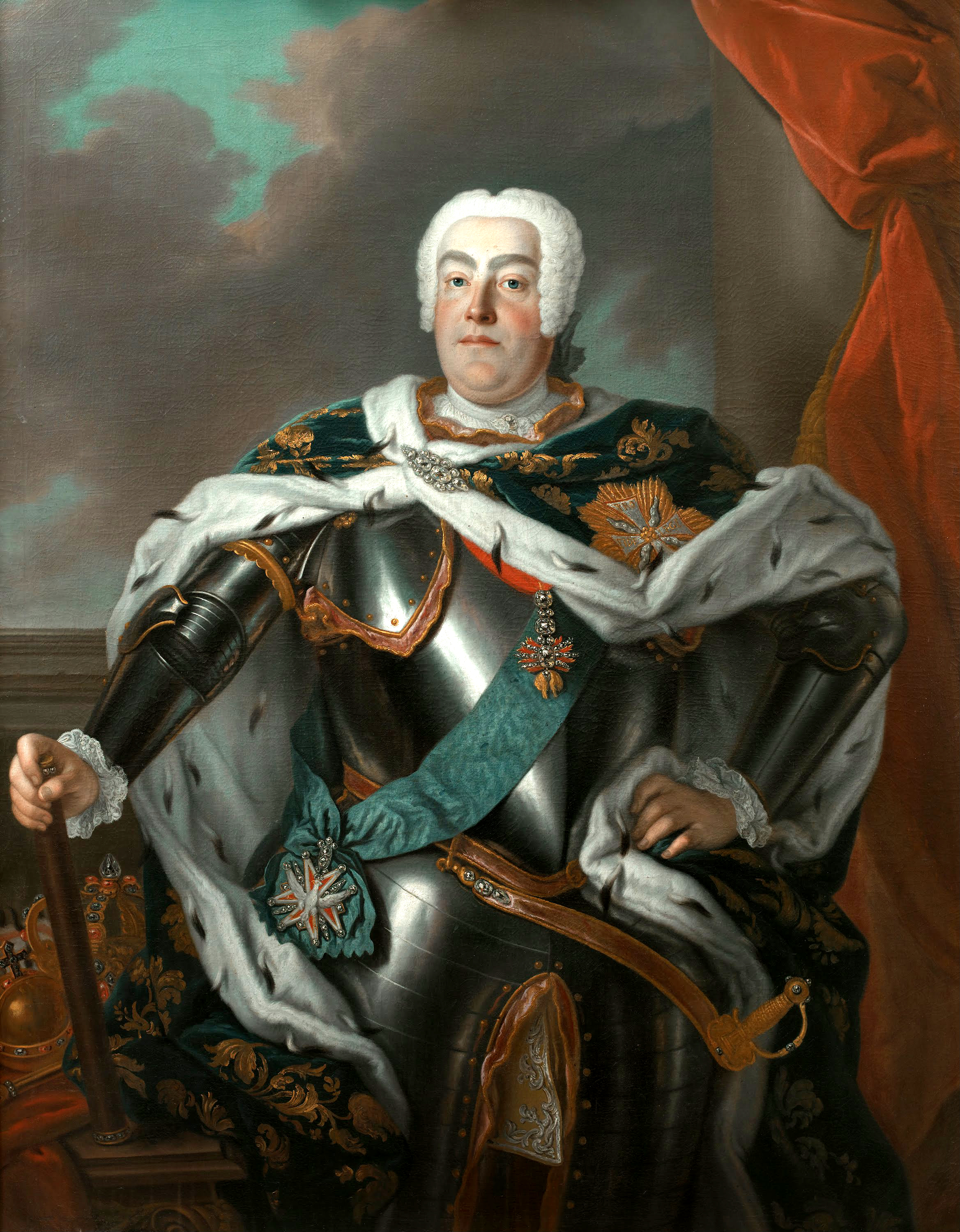
Август III - строитель дворца

В XVIII веке, при короле польском и великом князе литовском Августе Сильном, в Гродно проходят сеймы Речи Посполитой. Уже при этом монархе появляется идея строительства новой королевской резиденции, которая могла бы служить не только для проживания короля, но и для приёма сеймов. Возведение такой резиденции происходит во время правления сына и наследника Августа Сильного — Августа III.
Создателем проекта большинство исследователей считает Карла Фридриха Пёппельмана. Однако иногда в качестве автора указывают его отца — Маттеуса, одного из крупнейших европейских мастеров барокко, автора дрезденского дворца Цвингер. В некоторых источниках сообщается о совместной работе отца и сына Пёпельманов над проектом гродненского дворца.
Работы в замке осуществляли также Иоганн Фридрих Кнёбель, Йохим Даниэль Яух и в 80-х годах XVIII века Джузеппе де Сакко.
Строительные работы были начаты в 1730-х годах и закончены в 1742. Однако вскоре здание пострадало от пожара. Восстановительные работы и строительство корпуса часовни были проведены во второй половине 40-х — первой половине 50-х годов XVIII века.
В здании проходили генеральные сеймы I Речи Посполитой. Всего во дворце прошло 4 сейма: 1744, 1752, 1784 и 1793 года. Сейм 1752 года посетил немецкий путешественник Вильгельм Шлемюллер, который оставил достаточно подробное описание Гродно.
В своём дневнике Шлемюллер так описывает сейм:

В замке мы пошли среди большой толпы в комнату послов,
где мы были ошеломлены шумом смешанных голосов… Отсюда мы идём в сенаторский зал и, чтобы получить удобное место, пройдя через несколько королевских комнат, мы также проходим около трона, через дверь, которая используется королём. И мы увидели там Сенат в полном собрании. Примас занимает первое место рядом с троном. Далее епископы с обеих сторон и сенаторы миряне. Серьёзная компания, значительная, так много замечательных родов, так много кавалеров ордена Белого Орла, так много епископов. Короля ещё не было, когда мы вошли, но он пришёл вскоре через ту же дверь. Отличный вид: король на троне в окружении многочисленных сановников. Канцлер литовский, князь Чарторыйский, стоял на ступеньках трона.
— В. Шлемюллер. Дневник путешествия на сейм в Гродно.
Именно в Новом замке во время последнего сейма Речи Посполитой в 1793 году было подписано соглашение о разделе страны с Россией и Пруссией. Заседание проходило под присмотром русского дипломата Якова Сиверса. На участников ассамблеи осуществлялось давление, а церемониал сейма соблюдался плохо. Многие сенаторы предпочли уклониться от участия, понимая, что их приезд на ассамблею могут посчитать предательством. Однако некоторые родовитые сановники всё же участвовали в сейме, в том числе и знаменитый в будущем композитор Михаил Клеофас Огинский.
Ещё с начале июля 1793 года Сиверс активно давил на послов, принуждая их уступить. Некоторые наиболее рьяные оппозиционеры были арестованы. Российский дипломат произвёл секвестрование имений маршалка литовского Людвика Тышкевича. Однако некоторые послы, в частности, один из наиболее заметных оппозиционеров Юзеф Кимбар, продолжали выступать против предложений Сиверса.
Трактат между Речью Посполитой и Россией был подписан 22 июля 1793 года.

Его Величество Король и Сословия Сеймовые Королевства Польского и Великого княжества Литовского передают способом наиболее формальным, торжественным и обязывающем Её Императорскому Величеству Императрице Всея Руси, её наследникам и преемникам - всё, что должно достаться Российской Империи, в частности: все края и округа, которые эта линия отделяет от нынешних территорий Польши, со всей собственностью, суверенитетом и независимостью, со всеми городами, крепостями, деревнями и посёлками, реками и водами, их вассалами, подданными и жителями, освобождая вышеуказанных от присяги, принятой Его Величеством и Короной Королевства Польского, со всеми правами, как духовными, так и светскими, и в целом всем, что касается независимости этих краёв.
— Фрагмент текста соглашения с Россией о разделе Речи Посполитой, подписанного в Гродно, в 1793 году.

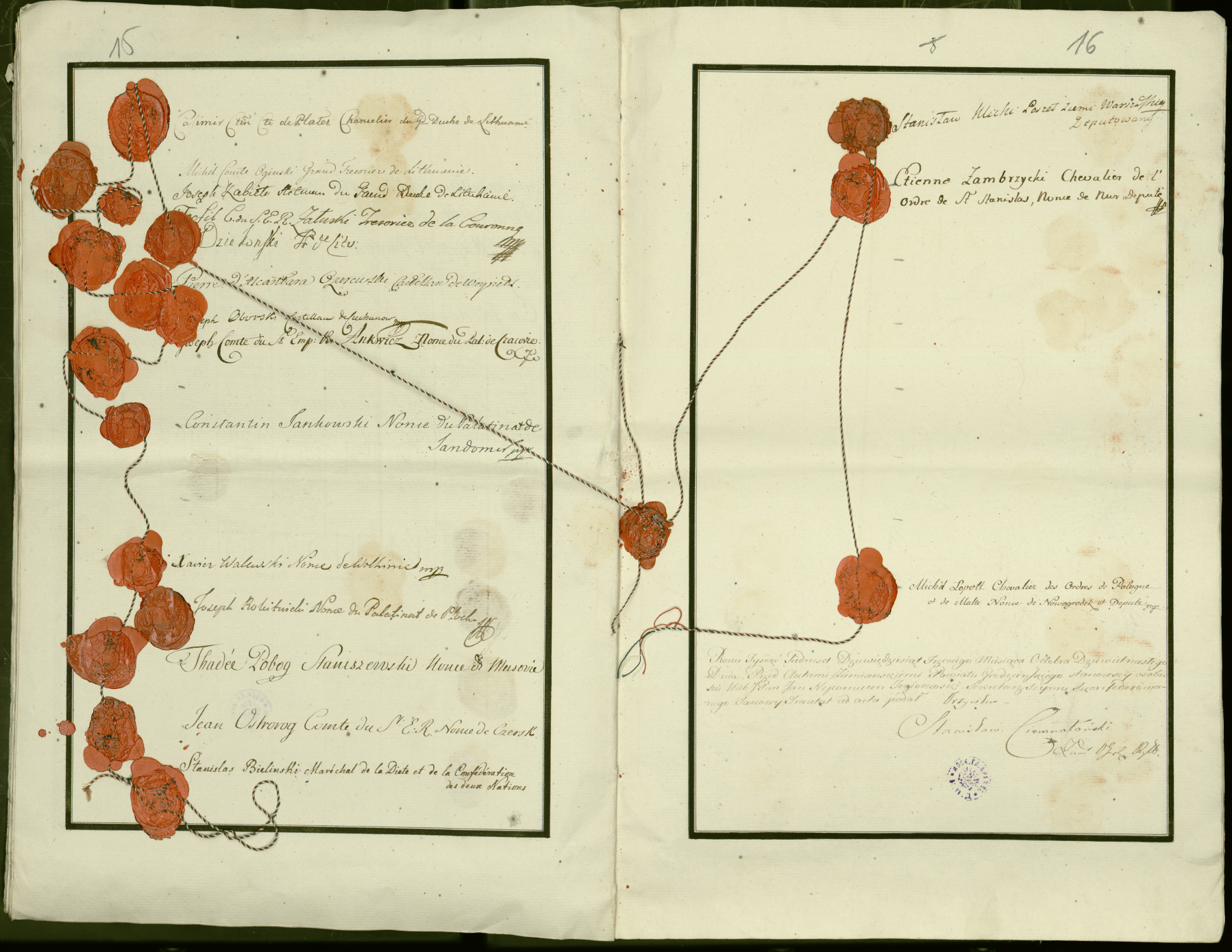
Прусский трактат о разделе Речи Посполитой, подписанный в Новом замке.

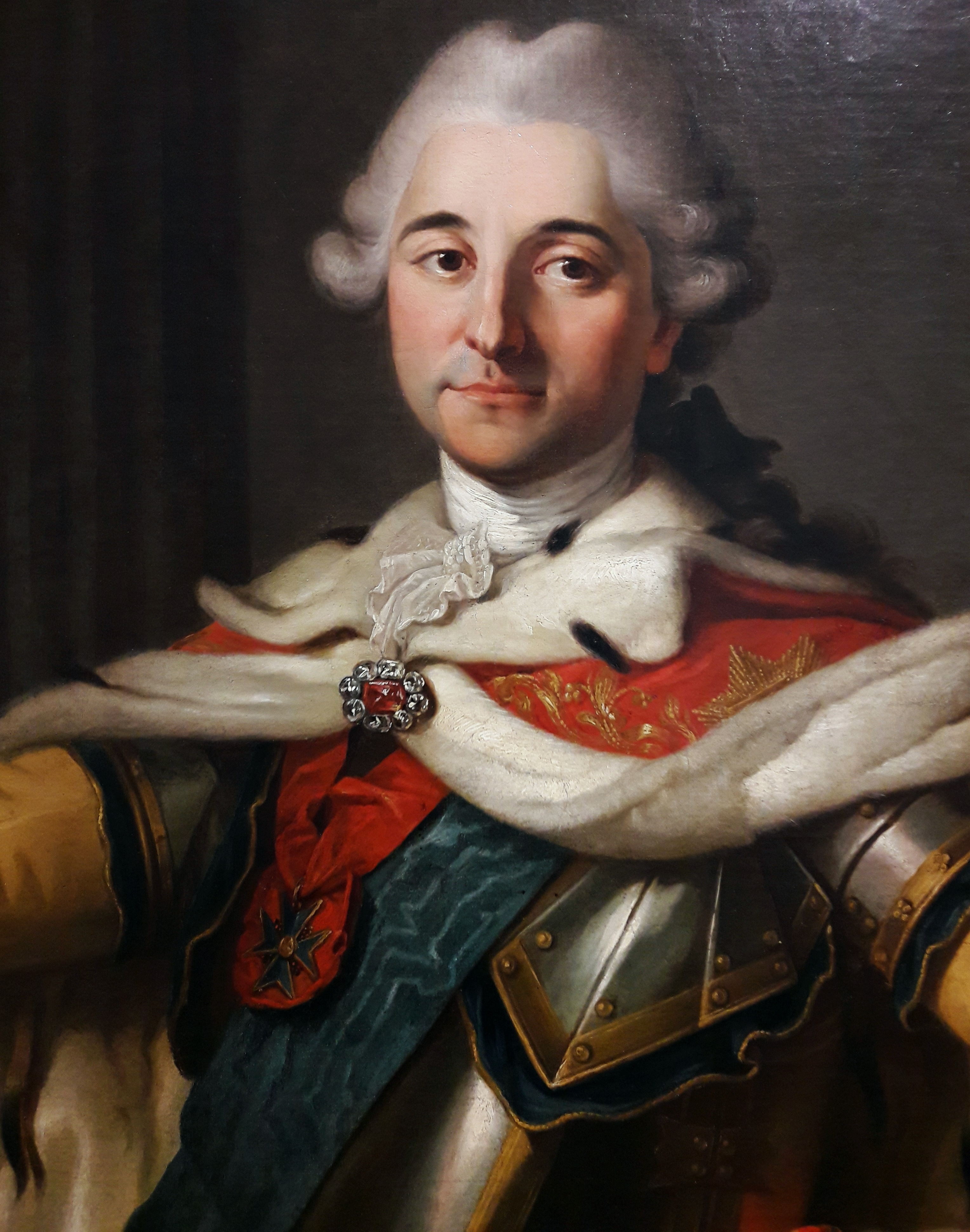
Станислав Август Понятовский.

Сиверс действовал не только угрозами, но и с помощью подкупа. На средства российского посланника финансируемые им участники сейма устраивали пышные празднества: в частности, несколько дней отмечали именины самого посла.
В сентябре на сенаторов стали оказывать давление с целью подписания договора с Пруссией. Вокруг замка стояли российские войска.
23 сентября 1793 года, участники сейма были заперты в замке, вокруг которого стояли российские солдаты с пушками. Российский генерал Раутенфельд объявил участникам ассамблеи, что их не выпустят из замка, пока они не подпишут прусский трактат. Собравшиеся громко протестовали, но затем затихли и сидели молча. Около 4-х утра Раутенфельд пошёл к выходу из зала, чтобы позвать солдат внутрь. Тогда маршалок сейма Станислав Белинский, состоявший в сговоре с российским и прусским послами, три раза спросил о согласии — никто не отвечал. Обанкротившийся граф Юзеф Анквич, получавший деньги от Сиверса, заявил, что «молчание знак согласия». После этого Белинский признал решение принятым единогласно.
После начала национально-освободительного восстания 1794 года под руководством Тадеуша Костюшко, лидер сопротивления приезжал в Гродно. В Новом замке Костюшко участвовал во встрече руководителей повстанцев в ВКЛ.
Во время восстания многие участники гродненского сейма подверглись казни за предательство. Среди прочих, в Варшаве были повешены: Игнатий Мосальский,  Юзеф Забелло, Юзеф Коссаковский и посчитавший молчание сейма согласием Юзеф Анквич.
После подавления восстания, 12 января 1795 года, в резиденцию приехал король Станислав Август Понятовский. По решению Екатерины II последнему монарху Речи Посполитой предстояло жить в гродненском Новом замке в почётном плену. Вместе с королём в Гродно прибыло более сотни человек. Среди прочих: адъютанты, секретари, камердинеры, бургграф, доктор, кухмистер, парикмахер, кондитеры, прачка, лауфер (должен был освещать путь хозяина), лакеи, берейтеры (учителя верховой езды), фурманы, гайдуки и кузнец. Вместе с людьми было более 180-ти лошадей.
Король имел возможность принимать гостей и объезжать округу. Во время прогулок за ним приглядывал российский конвой. За пленником тщательно следил граф Илья Безбородко, описывавший в специальном дневнике каждый день Станислава Августа. Из дневника известно, что частым гостем Понятовского был известный учёный Мартин Почобут-Одляницкий. Распоряжался в городе, и на всех территориях присоединённого к России ВКЛ, князь Николай Репнин, который жил в так называемом дворце Тизенгауза в гродненском предместье Городница. Король и Репнин часто делали визиты друг к другу, участвовали в банкетах и балах. Содержание королевского двора осуществлялось из российской казны.
25 ноября 1795 года последний польский король и великий князь литовский Станислав Август Понятовский отрёкся от престола в Новом замке.

 Мы отрекаемся свободно и добровольно, от всех наших прав, без каких-либо исключений, на Корону Польши и Великое княжество Литовское и все земли от них зависимые, и равным образом отрекаемся от всех территорий в указанных краях. Мы передаём этот акт торжественного отречения от короны и правления в Польше в руки Её Императорского Величества добровольно и с тем же желанием следовать долгу, которое руководило всей нашей жизнью. Оставив престол, мы исполняем последний долг нашего правления и умоляем Её Императорское Величество, чтобы она одарила своей материнской заботой всех тех, для кого мы были королём.
— Фрагмент отречения короля. Перевод с французского оригинала из книги Е. Асноревского «Знатные истории: элита Гродно в период XVI—XVIII веков».
Согласно записям польской мемуаристки Урсулы Тарновской, посетившей Гродно в 1796 году, вместе с королём жили члены его семьи: старшая сестра Изабелла Браницкая, племянницы: Констанция Тышкевич и Урсула Мнишек, а кроме них, многолетняя любовница короля Эльжбета Грабовская.
В феврале 1797 года, после смерти российской императрицы, король, по повелению императора Павла, покинул Новый замок и отправился в Санкт-Петербург.
После отъезда короля российские власти устроили во дворце госпиталь и казармы. Интерьер и экстерьер здания были значительно изменены. В 1920-30-е годы во дворце продолжал работать госпиталь.

### Дворец в стиле классицизма
В июле 1944 года барочное здание сгорело в результате военных действий. Вновь отстроено к 1952 году в стиле советского неоклассицизма. В нём размещался областной комитет КПСС.
В 1991 году Новый замок передали для размещения культурных организаций: областной библиотеки и музея.
В 1994 году установлена памятная доска в честь приезда в замок Тадеуша Костюшко.
В настоящее время там размещается часть экспозиции Гродненского историко-археологического музея.

## Архитектура резиденции
П-образное здание дворца было построено в стиле барокко. Между двумя небольшими флигелями помещаются парадные ворота со скульптурами сфинксов. За левым крылом здания ранее размещался ещё один корпус, который не восстанавливался после повреждений Второй Мировой. Сам дворец восстановлен в середине XX века в классическом стиле.

### Экстерьер дворца

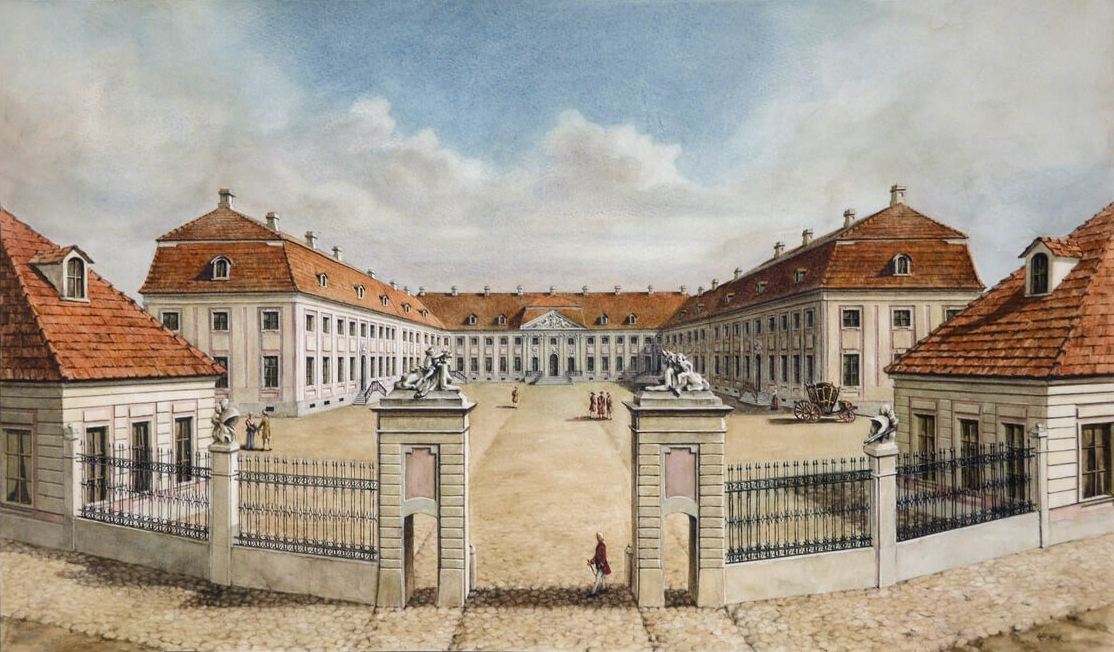
Главные ворота и вход в Новый Гродненский замок в XVIII веке

В своём дневнике 1752 года Вильгельм Шлемюллер писал об архитектуре резиденции:

Два крыла и само здание образуют двор, закрытый снаружи решётками. Рядом с большими воротами два небольших здания: справа дом стражи и второй слева — малая королевская кухня, в которой для самого короля готовят. Между теми помещениями и крыльями дворца тоже ворота, которые в основном служат для тех, кто приходит во дворец пешком. Пять ворот ведут в замок со двора. Трое главных и двое по углам. Сзади здания пристроена каплица, украшенная красивыми картинами.
— В. Шлемюллер. Дневник путешествия на сейм в Гродно.
В архитектуре Нового замка чувствовалось определённое влияние французского «барочного классицизма». В то же время здание было безусловно произведением саксонских мастеров, вносивших стилистику саксонского придворного барокко, наиболее ярко проявленную в Дрездене.

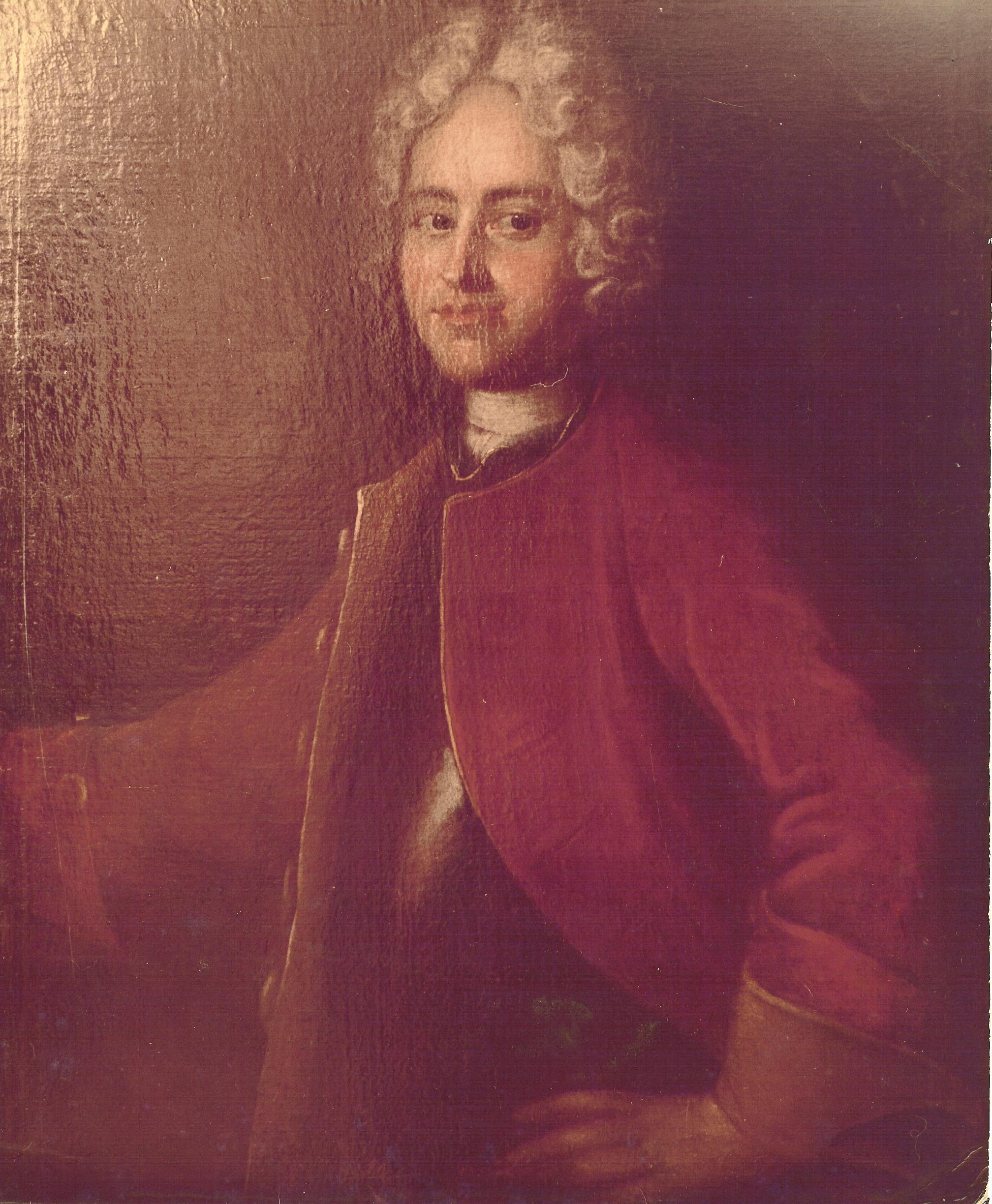
Один из архитекторов дворца И. Яух.

В оформлении внешнего облика дворца ощущался некоторый отход от традиций классических ордеров, что было весьма характерно для рококо.
Главными доминантами композиции дворца служили порталы боковых крыльев, главный ризалит с треугольным фронтоном, въездная группа ворот и флигелей, и здание капеллы, пристроенной к полукруглому ризалиту с обратной стороны резиденции. Эти элементы комплекса должны были выделяться богатой каменной резьбой.
В тимпане большого фронтона главного ризалита резиденции, обильно украшенного резьбой, помещался пятичастный герб Речи Посполитой, с гербом династии Веттинов в центре.
Во время Второй Мировой войны Новый замок был частично разрушен, но восстановлен советским архитектором Владимиром Вараксиным, в начале второй половины XX века.
Созданная Вараксиным резиденция областного комитета КПБ несёт в себе черты так называемого сталинского ампира. Архитектура здания перекликается с архитектурой Таврического дворца в Санкт-Петербурге. Подобно российскому зданию Новый замок имеет массивный шестиколонный портик дорического ордера, а кроме того, своего рода круглую башенку, с длинным шпилем, сходную формой с круглым куполом петербургского объекта.

### Интерьер дворца
В интерьере выделялся самый большой из залов — Сенаторский. Он занимал два этажа, а в верхней его части была устроена специальная галерея для королевы и иностранных послов. Подобное решение было реализовано в Сенаторском зале Варшавского замка. Кроме того, важную роль играли Посольский и Овальный залы. Последний был соединён переходом с довольно крупной часовней, имевшей, согласно проекту, богатое наружное и внутреннее оформление в стиле рококо. Помещение Овального зала служило королевской приёмной, и через него можно было пройти в малую часовню, расположенную между Овальным и Сенаторским залами. Длина Сенаторского зала составляла примерно 21 метр, а ширина 11. Таким образом, помещение было несколько больше, чем Сенаторский зал Старого замка, размеры которого примерно 19 на 10 метров. Сенаторский зал в Новом замке украшали гербы воеводств Речи Посполитой. С западной стороны зала располагался богатый трон под красным балдахином.
На первом этаже правого крыла, вдоль стены выходящей к Неману, располагались крупные помещения, связанные в анфиладу. Находящиеся там люди могли рассматривать окрестности через окна, выходящие к обрыву горы. Со стороны двора шёл коридор, через который можно было попасть в меньшие по размеру комнаты, расположенные вдоль анфиладных залов. На втором этаже правого крыла было больше помещений, чем на первом, более крупные также выходили окнами в сторону Немана.
В левом крыле располагался Посольский зал, приблизительные размеры которого: 20 на 11 метров.
Залы дворца украшали золочённые панели и лепнина, а также произведения живописи.
Роспись интерьеров во времена реконструкции, проводимой Джузепе де Сакко в 80-х годах XVIII столетия, осуществлялась по проектам главного королевского художника, внёсшего огромный вклад в развитие польской живописи — Марчелло Баччарелли. Сделанные этим мастером указания реализовывали художники Антоний Грушецкий и Шимон Маньковский.
Планировка дворца частично сохранена во время реконструкции Вараксина.
В залах Нового замка экспонируются коллекции оружия, икон и посуды. Кроме того, представлены художественные произведения приписаные  А. Ле Бруну, Б. Кустодиеву, К. Брюлову, Н. Гончаровой, И. Левитану, Л. Лагорио, К. Малевичу и другим.

Помещения Нового замка
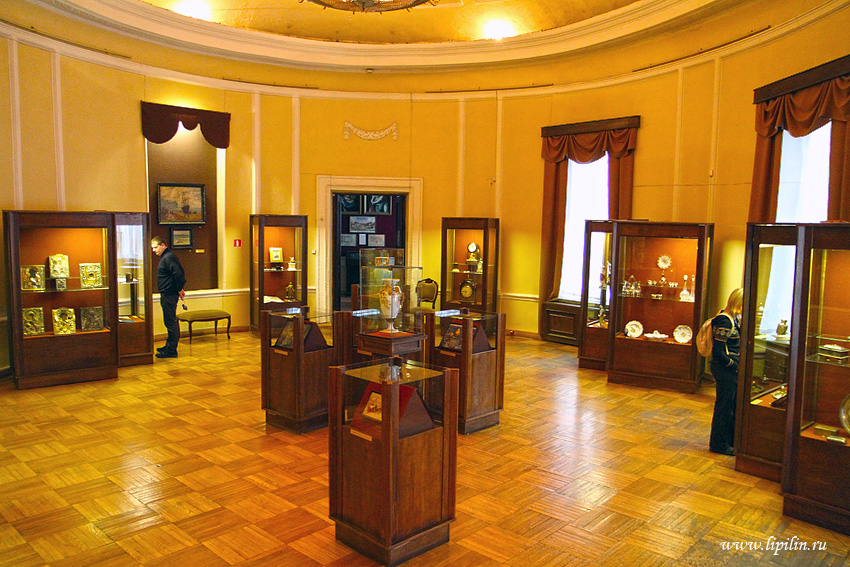
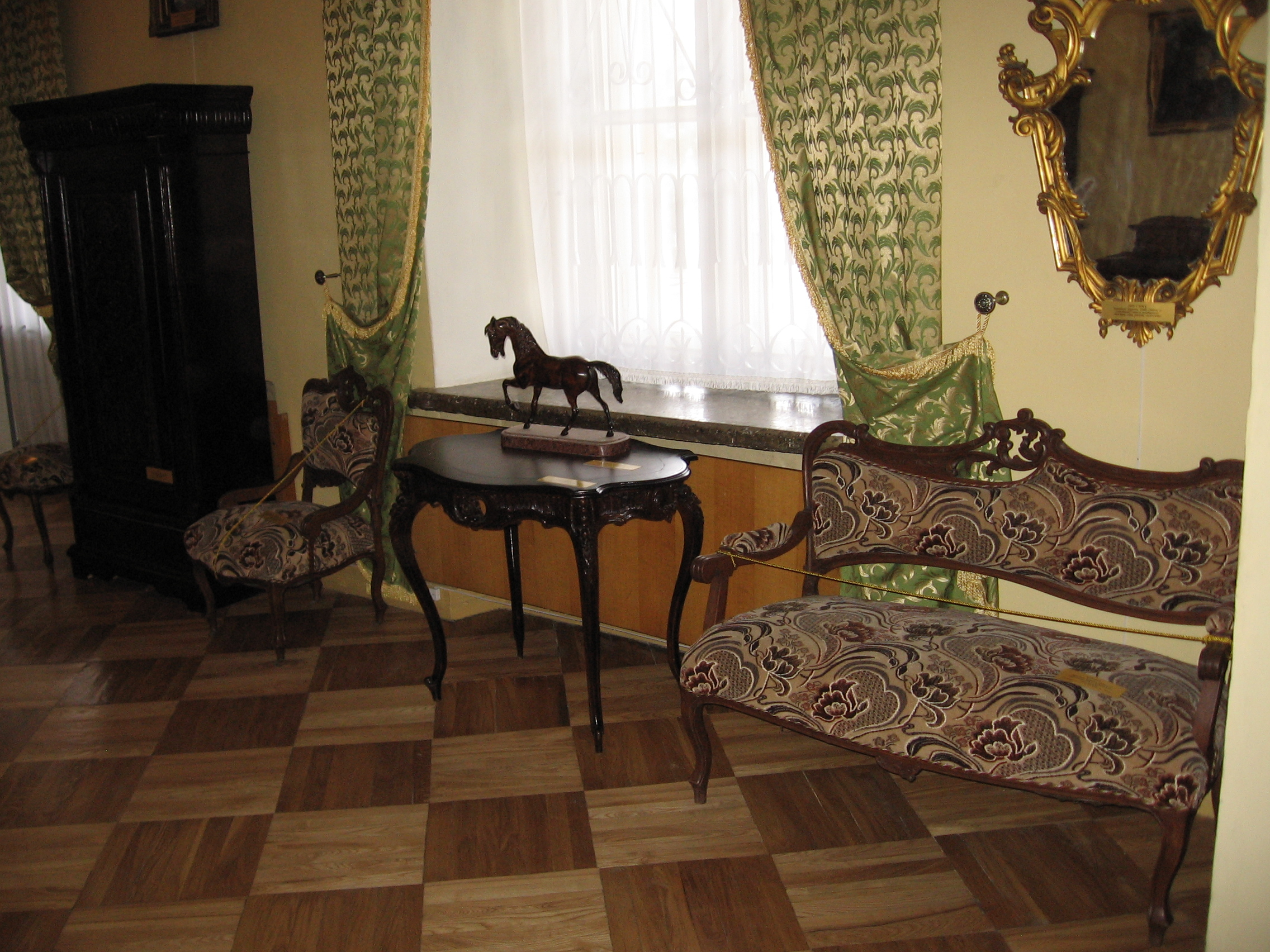
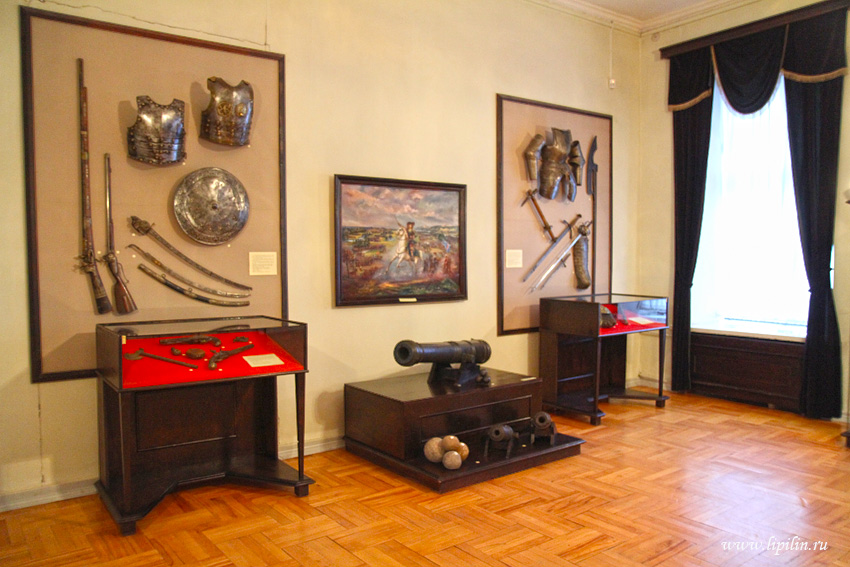

### Флигели

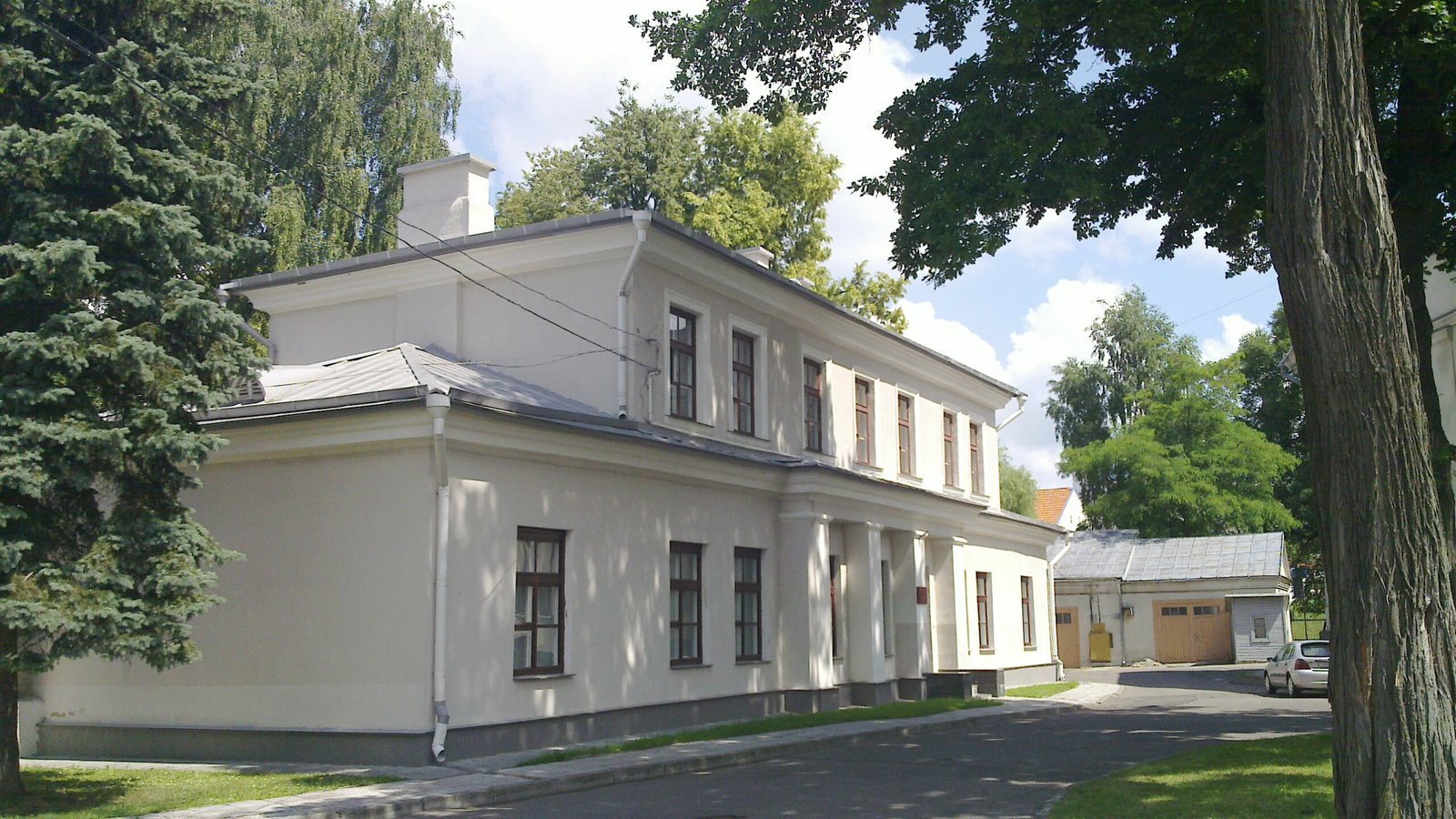
Левый флигель Нового замка

Симметрично размещённые флигели, с небольшими аркадами, согласно проекту должны были иметь аттики, на каждом из которых находилось скульптурное изображение солнца. Изначально флигели должны были быть одноэтажными. Но уже в начале XIX века левый флигель имел второй этаж. Здания предназначались для размещения кухни и охраны. Флигели восстановлены в рамках реконструкции середины XX века.

### Ворота
Главные ворота украшали сохранившиеся каменные сфинксы. Подобные скульптуры, весьма модные в ту эпоху, были установлены во многих богатых резиденциях Европы. Размещённые между флигелями и главными воротами столбы, были украшены милитаристской скульптурой. Более скромные ворота находились между флигелями дворца и его крыльями. Их пилоны, согласно проекту, должны были завершаться декоративными вазами.

### Капелла

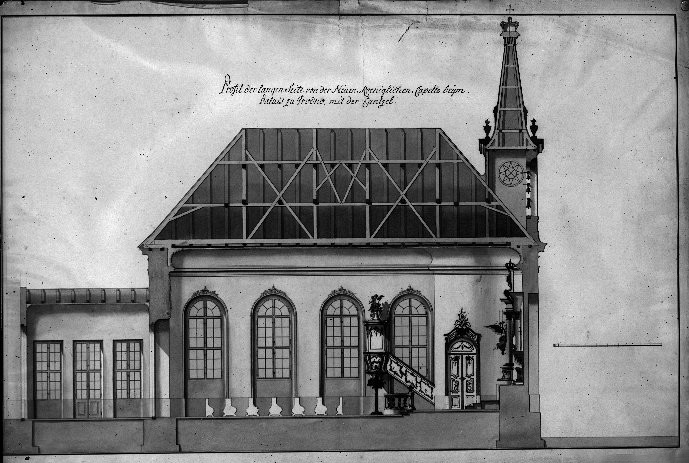
Утраченная королевская капелла.

Здание примыкало к корпусу дворца со стороны заднего фасада. Построенный во второй половине XVIII века храм, судя по саксонским рисункам, был выполнен в духе архитектуры дрезденского двора. Это можно заметить, сравнив изображение часовни, например, с одной из звонниц дрезденской Фраункирхе.
Часовня должна была иметь богатую каменную резьбу в стиле рококо (стоит особо отметить корону,
украшавшую шпиль), благодаря чему являлась уникальным для ВКЛ сакральным объектом, обладавшим, кроме художественных
достоинств, высоким статусом королевской капеллы.
Главная капелла резиденции была почти идентична по размерам Посольскому залу. Длина и ширина зала храма составляли приблизительно
19 и 11 метров соответственно. Потолок этого храма украшали живописные полотна, а рядом со входом находились ниши, в которых стояли скульптуры святых Петра и Павла. Белый позолоченный алтарь архитектор предполагал украсить королевской короной над рокайльным картушем.

### Утраченный корпус
За левым крылом дворца, со стороны современной улицы Давыда Городенского, помещался ещё один корпус, так называемые "Маршальковские кухни". Здание, возведённое в середине XVIII века, предназначалось для размещения различных служащих двора. Позднее корпус был соединён с основным зданием крытым переходом над улицей. Во время Второй мировой войны корпус "Маршальковских кухонь" пострадал не больше, чем основное здание дворца, однако было принято решение разобрать строение и не восстанавливать корпус во время реконструкции комплекса.

## Галерея изображений замка

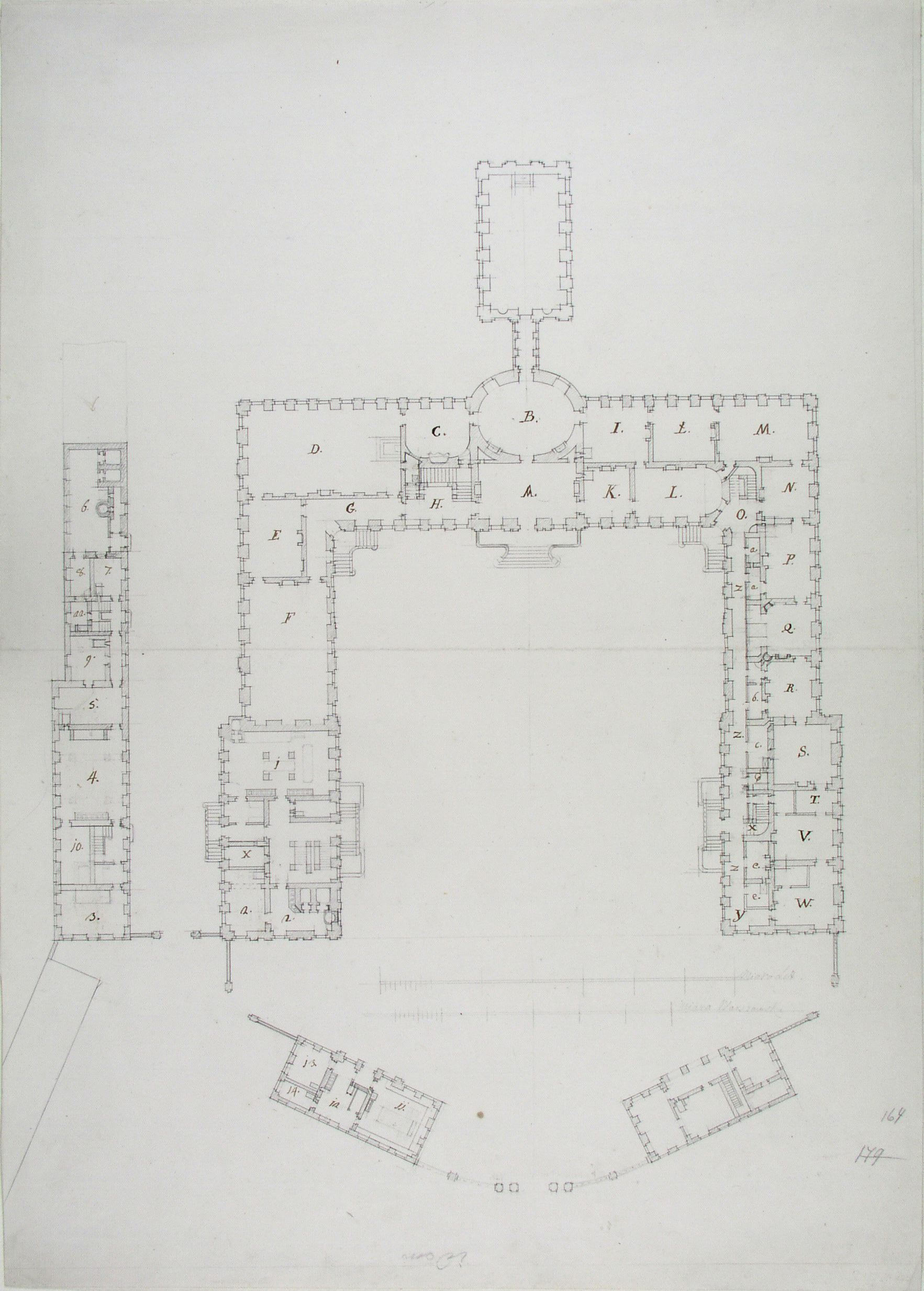
План первого этажа замка в 80-е годы XVIII ст.
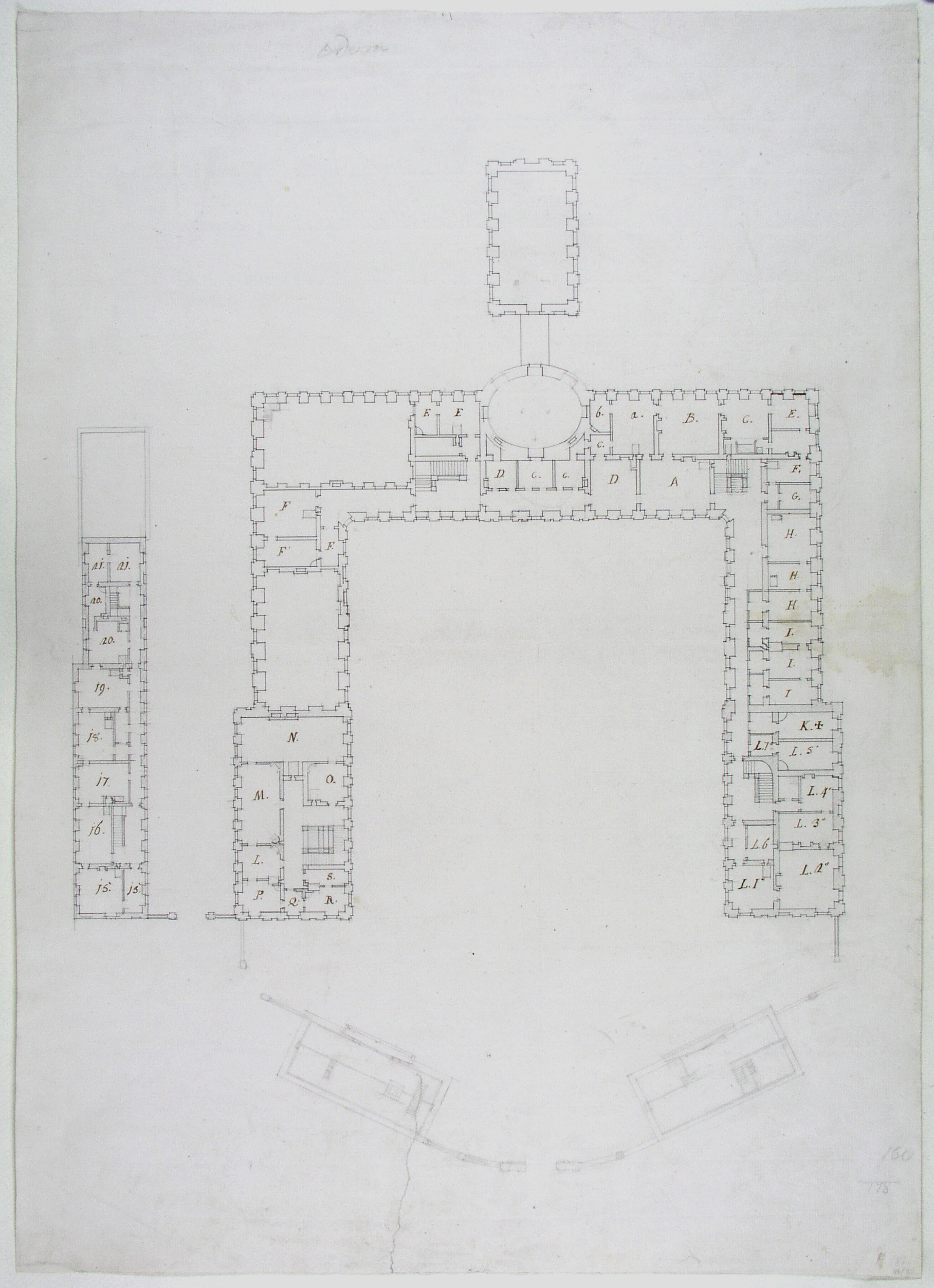
План второго этажа замка в 80-е годы XVIII ст.
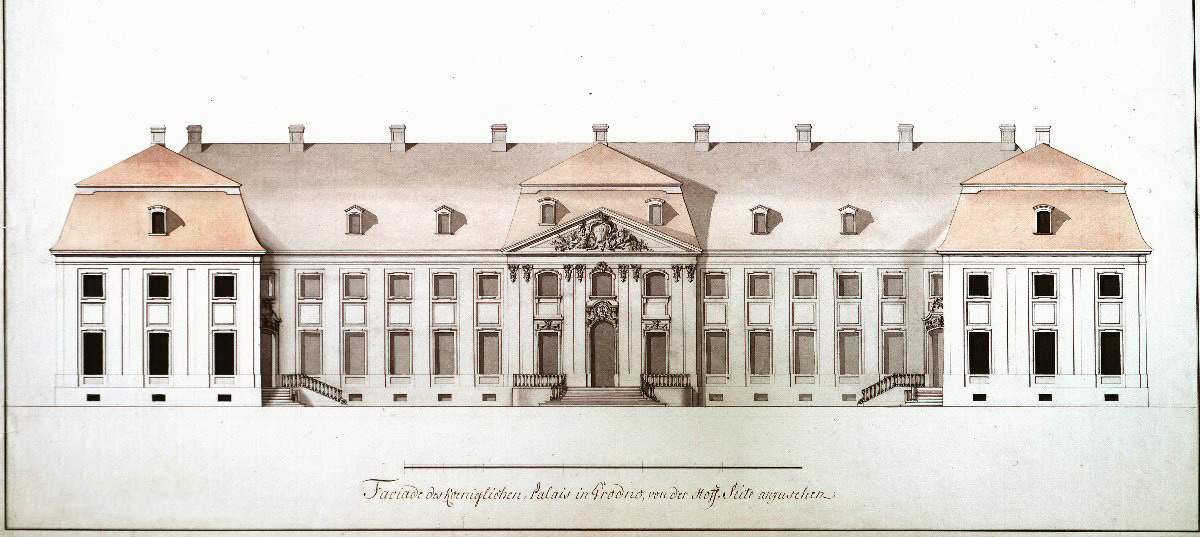
Изначальный вид замка.
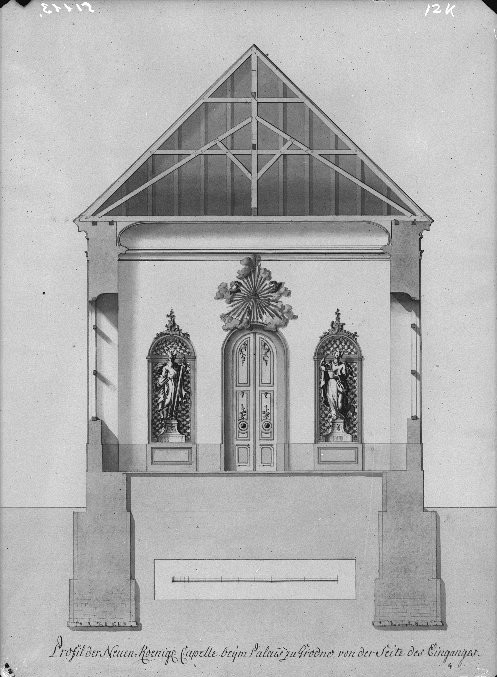
Вход в часовню.
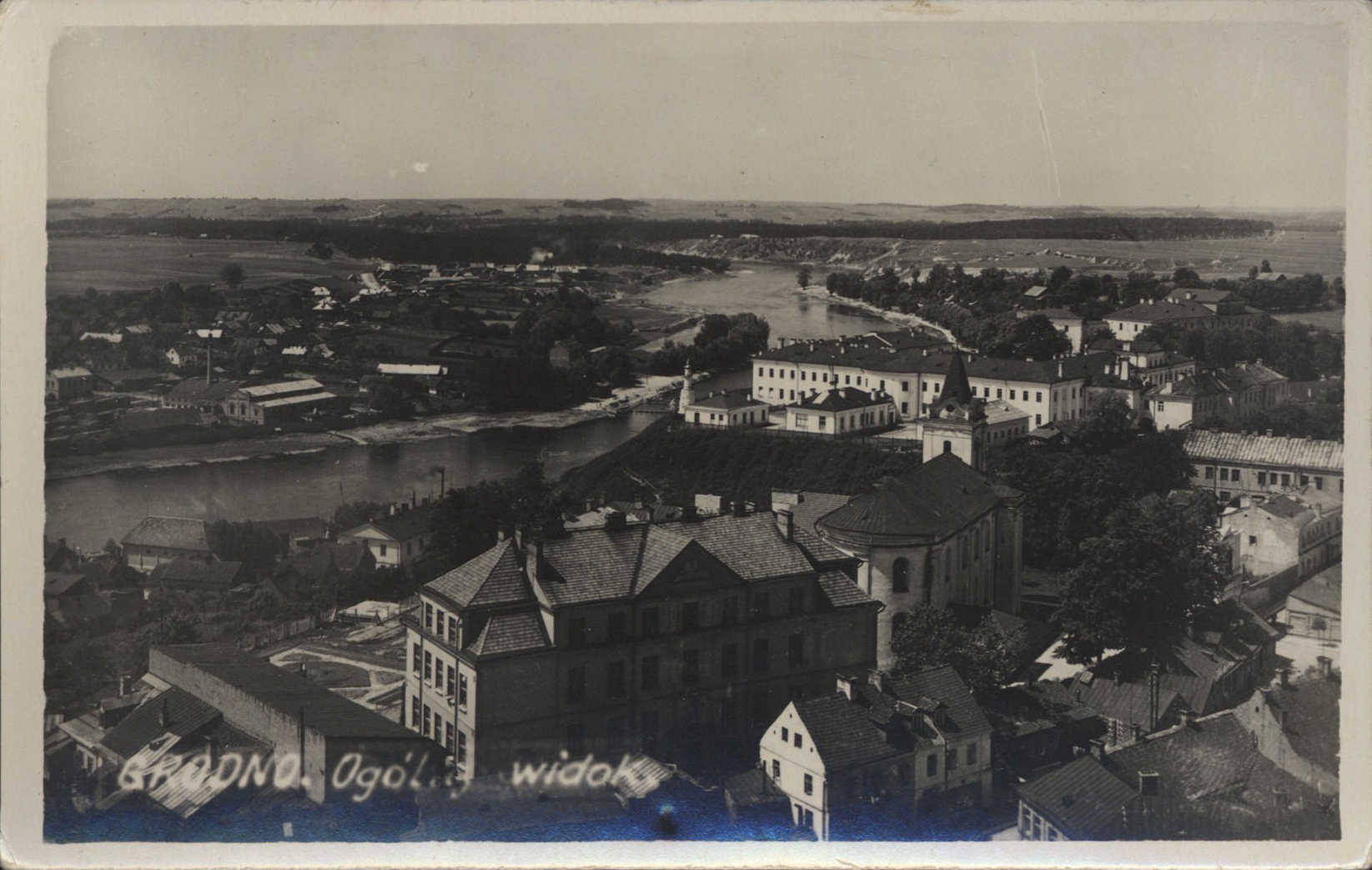
Новый замок (на заднем плане) в 30-х годах XX века. Видны "Маршальковские кухни" и часовня.

## В литературе
- Дворец упоминается в романе лауреата нобелевской премии Владислава Реймонта  «Последний сейм Речи Посполитой».
- Новый замок описан в повести белорусского писателя Евгения Асноревского «Треугольник короля».